# 辻岡国治
辻岡 国治（つじおか くにはる、1966年 - ）は、ドラマー。兵庫県神戸市出身。
夏フェスの女王といわれるMINMIのバンドメンバーに抜擢され、2016年のfreedom青空から演奏している。
Soul KitchenというJ-POPバンドでも活躍。

## 人物
現未来ノ音所属。Soul Kitchenというポップスバンドのドラマーであり、リーダー。ドラムは東原力哉、新井田孝則に師事。ジャズ・フュージョン系の音楽を好む。

## 使用楽器
以下のメーカーの楽器・機材を使用している
ドラムセット Pearlドラム（Pearl楽器）2012-2024
Britishdrum 2025-　(Britishdrum Japn)
ヘッド asprヘッド（株式会社アサプラ）
シンバル PAiSTEシンバル（モリダイラ楽器、PAiSTE）
ペダル DW Pedals（モリダイラ楽器、DW Drums）
スティック Pearl Stick 辻岡国治モデル、VicFirth Kieth Carlock シグネチャーモデル使用
ALESIS (電子ドラム、電子パッド等)(インミュージック)

## 概要
12歳でドラムを始める。
20歳頃、神戸のフュージョンバンドVOYAGERに、のちのKONAMI矩形波倶楽部リーダーの古川もとあきに誘われ参加
。
Soul Kitchenのメンバーである、古川伊織とは、2011年ごろに出会い、2012年に「カノープス」というバンドに在籍していた。
2020年５月より事務所兼スタジオを開設。ドラム教室を本格的に稼働。
都内スタジオや、オフィスでのレッスンを実施

## 主な共演ミュージシャン
セッションやライブ等で共演、レコーディングやバンドでライブをしたミュージシャンは、
MINMI、ぐるたみん、ジュリアーノ勝又、江口 正祥、水野正敏、田中豊雪、河野啓三、宮崎隆睦、伊勢賢治、岩見和彦、清水興、青柳誠、中村健治、アタック松尾、石川俊介、野呂一生、矢堀孝一、大高清美、前田憲男、さくらゆき、森伸弘、神戸利一、吉川弾、神田リョウ、ほか。

## 最近の活動
2013年2月Soul Kitchen活動開始
2013年5月1stシングル「Soul Kitchen/ソウル・キッチン」をインディーズレーベル『スタジオエイエス』からリリース
2014年5月1stアルバム「a:la:carte」を同レーベルよりリリース
2015年1月NTTドコモのポータルサイト、dmenuのハイレゾ特設サイトで『ピックアップアーティスト』に所属するバンドであるSoul Kitchenが選出され、ハイレゾ音源を配信している。
2015年7月2ndシングル「スターダスト」を同レーベルよりリリース
Soul Kitchen以外では、古川もとあきのレーベルより「Old FURUKAWA MOTOAKI」、「古川もとあき with VOYAGER LIVE 2012」、キラキラレコードより「ルート/カノープス」等に参加。
現在の活動のメインはSoul KitchenというPOPSのバンド
2016年より、元スクエアの田中豊雪、現スクエアの河野敬三、ユーミンバンドの伊勢賢治らとフュージョン・ファンクのセッションバンドを活動開始している
2016年7/27発売のMINMIのアルバム参加し、freedom青空参加が決定
2016年11月12日からのMINMI Life is Beautiful ツアーでのドラム参加
2017年8月、ぐるたみんのライブにサポートで参加。ゲストで出演した、FAZY CONTROL のギタリスト JUON とも共演した。
2018年1月より、矢掘孝一氏のお店「赤坂Virtuoso」にてハウスドラマーとしてセッションに参加。
最近ではレッスンやセミナーなどの活動も精力的におこなっている。

## ディスコグラフィー

### シングル
1. カノープス/ルート3（全3曲、2012年発売）
2. Soul Kitchen/ソウルキッチン （全3曲、2013年5月1日）
3. スターダスト（全4曲、2015年7月7日）
4. パズル（全3曲、2016年2月ライブ先行販売）

## アルバム
1. M's Art 「アーリー古川もとあき@VOYAGER PERFECT LIVE 1989」（全11曲 2010年8月 全曲参加）
2. M's Art 「古川もとあき with VOYAGER LIVE 2012」（全11曲 2011年4月 2曲参加）
3. a:la:carte(全12曲、2014年5月1日 全曲参加)
4. ATTACK DEM「ATTACK DEM」（全5曲EP 2016年2月 1曲参加）
5. MINMI「Life is Beautiful」（全11曲 2016年7月 1曲参加）
6. さくらゆき ■戦～今を生きる～■（3rd Album 2016年10月 1曲参加）